# Джордан Тауншип (округ Нортамберленд, Пенсільванія)
Джордан Тауншип (англ. Jordan Township) — селище (англ. township) в США, в окрузі Нортамберленд штату Пенсільванія. Населення — 783 особи (2020).

## Демографія
Згідно з переписом 2010 року, у селищі мешкали 794 особи в 318 домогосподарствах у складі 242 родин. Було 337 помешкань
Расовий склад населення:
| - 99,1 % — білих - 0,1 % — чорних або афроамериканців |

До двох чи більше рас належало 0,8 %. Частка іспаномовних становила 0,6 % від усіх жителів.
За віковим діапазоном населення розподілялося таким чином: 21,0 % — особи молодші 18 років, 60,9 % — особи у віці 18—64 років, 18,1 % — особи у віці 65 років та старші. Медіана віку мешканця становила 45,8 року. На 100 осіб жіночої статі у селищі припадало 101,5 чоловіків;  на 100 жінок у віці від 18 років та старших — 104,9 чоловіків також старших 18 років.
Середній дохід на одне домашнє господарство  становив 55 734 долари США (медіана — 50 588), а середній дохід на одну сім'ю — 61 269 доларів (медіана — 54 722). Медіана доходів становила 41 250 доларів для чоловіків та 30 938 доларів для жінок. За межею бідності перебувало 10,0 % осіб, у тому числі 21,7 % дітей у віці до 18 років та 4,2 % осіб у віці 65 років та старших.
Цивільне працевлаштоване населення становило 363 особи. Основні галузі зайнятості: виробництво — 21,2 %, освіта, охорона здоров'я та соціальна допомога — 16,0 %, сільське господарство, лісництво, риболовля — 12,4 %, роздрібна торгівля — 10,5 %.